# Missió de San Diego de Alcalá

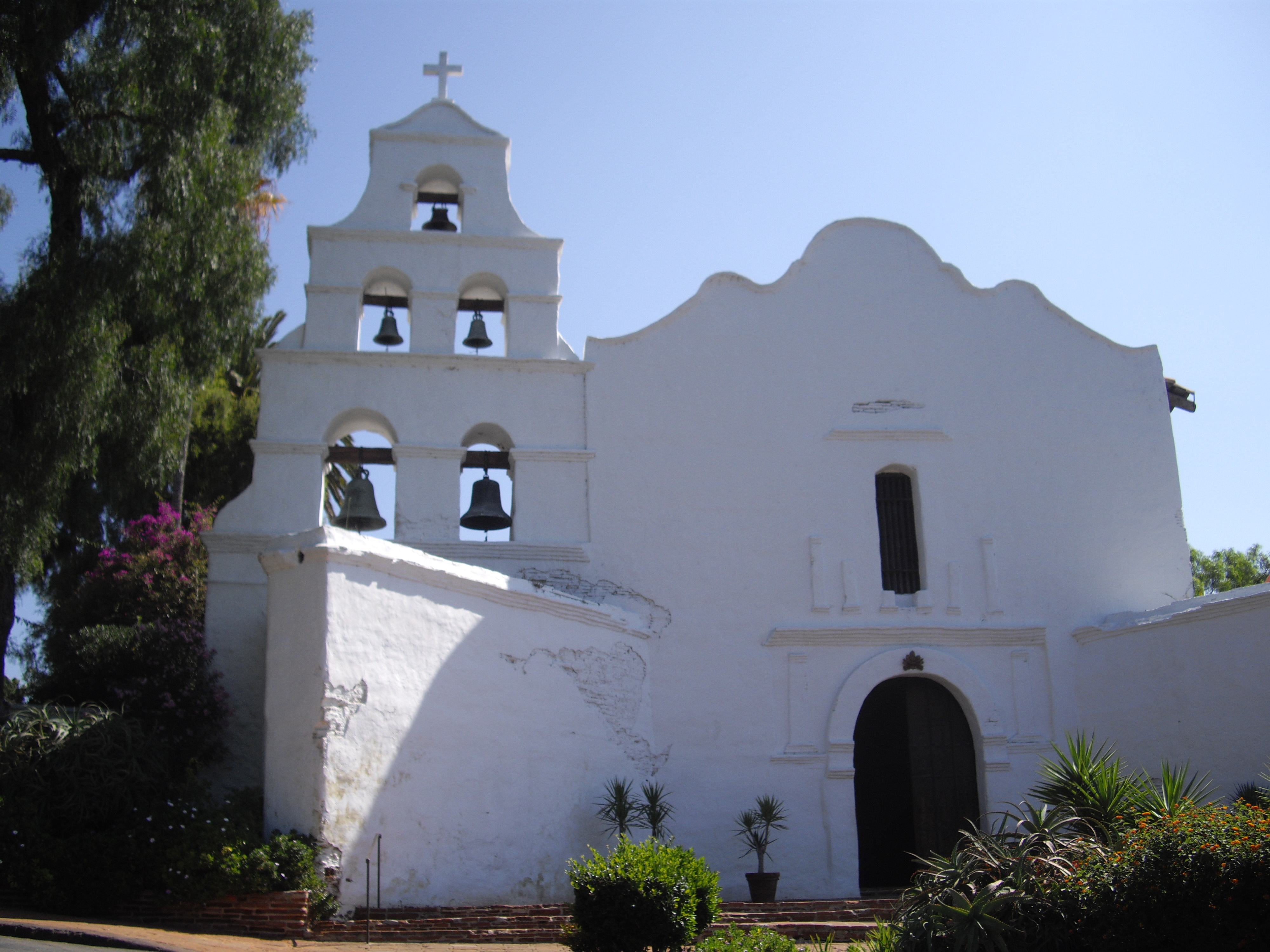
Missió de San Diego de Alcalá a Califòrnia

La Missió de San Diego de Alcalá, a San Diego, Califòrnia, va ser la primera missió franciscana establerta a la regió espanyola de l'Alta Califòrnia a Nova Espanya. Va ser fundada el 1769 pel frare Juníper Serra en la zona aleshores habitada pels amerindis Kumeyaay. La missió i els territoris del costat van rebre el nom de l'espanyol Sant Didacus més conegut pel seu nom castellanitzat de San Diego.